# Biblioteca Giovardiana
La Biblioteca Giovardiana è una biblioteca nella città di Veroli, in provincia di Frosinone.

## Storia
La Biblioteca Giovardiana è una delle più prestigiose biblioteche della Valle Latina e di tutto il Lazio. Venne fondata nel 1773 come biblioteca cittadina da Vittorio Giovardi (1699-1786), un sacerdote cattolico e studioso di diritto.
Conserva numerosi manoscritti ed incunaboli.